# Polskie Towarzystwo Matematyczne
Polskie Towarzystwo Matematyczne (PTM) – stowarzyszenie zrzeszające osoby związane z polską matematyką.
Jego cele to:

a. reprezentowanie opinii i interesów polskiego środowiska matematycznego;
b. krzewienie kultury matematycznej, w tym wspieranie edukacji matematycznej i popularyzacja matematyki;
c. wspieranie badań matematycznych i zastosowań matematyki;
d. dbałość o zachowanie tradycji matematyki polskiej;
e. integracja polskiego środowiska matematycznego, w tym podtrzymywanie więzi z matematykami polskimi pracującymi za granicą;
f. dbałość o należytą organizację i warunki pracy matematyków polskich.

## Historia

### Założenie PTM
W dniu 2 kwietnia 1919 szesnastu matematyków krakowskich w sali Seminarium Filozoficznego znajdującej się w gmachu Collegium Nowodworskiego przy ul. Świętej Anny 12 powołało do życia Towarzystwo Matematyczne w Krakowie. Wśród zebranych znajdowali się m.in.: Stefan Banach, Leon Chwistek, Antoni Hoborski, Ludwik Hordyński, Franciszek Leja, Otton Nikodym, Alfred Rosenblatt, Jan Sleszyński, Stanisław Zaremba, Kazimierz Żorawski. Statut nowo utworzonego stowarzyszenia określał jego cel jako wszechstronne pielęgnowanie matematyki czystej i stosowanej przez odbywanie posiedzeń naukowych z odczytami. Powołano Zarząd Towarzystwa w składzie: prezes S. Zaremba, z-ca prezesa A. Hoborski, sekretarz F. Leja i skarbnik L. Hordyński.
W ciągu roku liczba członków Towarzystwa wzrosła do 40., wkrótce potem do 50. Przystąpowali do niego również matematycy spoza Krakowa, m.in. Samuel Dickstein, Zygmunt Janiszewski, Kazimierz Kuratowski, Stefan Mazurkiewicz, Wacław Sierpiński i Hugo Steinhaus.
Reorganizacje Towarzystwa
W 1920 przeprowadzono reorganizację Towarzystwa przekształcając je na organizację ogólnopolską pod nazwą Polskie Towarzystwo Matematyczne (w skrócie PTM) z nowym statutem opracowanym 11 i 12 grudnia 1920 roku. Zarząd Towarzystwa pozostał nadal w Krakowie, zamiejscowi członkowie mogli za zgodą Zarządu tworzyć oddziały w innych miastach. Pierwszy powstał Oddział Lwowski w 1921, a w 1923 utworzyły się Oddziały w Warszawie, Poznaniu i Wilnie. W roku 1928 Towarzystwo liczyło 165 członków.
Na Nadzwyczajnym Walnym Zebraniu 14 marca 1936 we Lwowie przeprowadzono kolejną reformę organizacyjną tworząc z PTM federacje oddziałów okręgowych. Oddziały te posiadały własne zarządy, których prezesi byli jednocześnie członkami Zarządu Głównego na czele którego stali: prezes, sekretarz i skarbnik. Prawo głosu na Walnym Zgromadzeniu przyznano delegatom oddziałów proporcjonalnie do ilości członków w danym oddziale. Przeniesiono ponadto siedzibę Towarzystwa do Warszawy, a w 1937 utworzono Oddział Krakowski (zatem PTM miało wtedy 5 oddziałów).

### Działalności PTM w okresie międzywojennym
Wydawnictwa PTM
Realizując swe cele Towarzystwo zaczęło wydawać „Rozprawy Polskiego Towarzystwa Matematycznego”. Tom pierwszy został wydany w Krakowie w 1921 roku. Następny tom wydano rok później pod nazwą „Annales de la Societe Polonaise de Mathematique” i zawierał on 8 prac naukowych. Redaktorem „Annales” był Stanisław Zaremba. Do wybuchu II wojny światowej wydano 17 tomów. Czasopismo wychodziło w językach kongresowych, ale „Dodatki” drukowane do niektórych tomów były w języku polskim. Zawierały one m.in. dokumenty z życia Towarzystwa takie jak statut, sprawozdania, protokoły.
Zjazdy PTM i posiedzenia
Towarzystwo organizowało Polskie Zjazdy Matematyczne i trzy takie zjazdy odbyły się przed 1939. Pierwszy zjazd odbył się we Lwowie w dniach 7–10 września 1927 roku i zgromadził ok. 200 uczestników, a wśród nich kilku naukowców z zagranicy. Następny Zjazd miał miejsce w Wilnie w dniach 23–26 września 1931, a trzeci w Warszawie (28.09–3.10.1937).
W okresie międzywojennym wygłoszono 1143 referaty na posiedzeniach Polskiego Towarzystwa Matematycznego, w tym:
- w Oddziale Warszawskim – 446
- w Oddziale Lwowskim – 373
- w Oddziale Krakowskim – 184
- w Oddziale Poznańskim – 76
- w Oddziale Wileńskim – 64.

### Działalność po 1945
Pierwsze powojenne zebranie oddziałowe odbyło się w Krakowie 27 marca 1945 roku, W marcu 1946 zebrał się Zarząd, jeszcze w składzie z 1939 roku – zabrakło prezesa Stefana Banacha (zmarł w 1945 roku we Lwowie), a już w maju tego roku wybrano nowy Zarząd Główny w składzie: prezes Kazimierz Kuratowski, skarbnik Karol Borsuk i sekretarz Andrzej Stanisław Mostowski.
W grudniu 1946 miał miejsce IV Polski Zjazd Matematyków we Wrocławiu, w którym uczestniczyło 48 delegatów. Edward Marczewski tak opisał to wydarzenie w 1969:
Przystąpiliśmy jesienią 1946 r. do zorganizowania we Wrocławiu spotkania matematyków z całego kraju. Nazwaliśmy je skromnie Konferencją Matematyków Polskich, ale PTM uznało ją ex post za IV Polski Zjazd Matematyczny. (...) Zjazd odbył się w dniach 12-14 grudnia 1946 r. i obejmował, oprócz referatów naukowych, akademię ku czci Stefana Banacha oraz posiedzenie poświęcone pamięci wszystkich zmarłych podczas wojny matematyków polskich. Prócz tego prof Wacław Sierpiński wygłosił 12 grudnia wykład dla studentów matematyki.
Na Walnym Zgromadzeniu, które obradowało w ramach tego Zjazdu ustanowiono trzy nagrody (im. Stefana Banacha, im. Stefana Mazurkiewicza oraz im. Stanisława Zaremby), które miały być przyznawane za najlepsze prace matematyczne ogłoszone w ciągu ostatnich dwóch lat.
Poszczególne oddziały terenowe zaczęły reaktywować swą działalność. Powstawały też nowe: w Łodzi w 1946, w Lublinie w 1947, w Gdańsku w 1949, w Toruniu w 1952, w Gliwicach w 1954 i w Szczecinie w 1956 roku.
Podczas 6. Forum Matematyków Polskich (7-12 września 2015 r.) grupa członków PTM w składzie: Urszula Foryś, Krystyna Jaworska, Stanisława Kanas, Małgorzata Migda i Ewa Schmeidel postanowiła utworzyć stowarzyszenie o nazwie Polskie Towarzystwo Kobiet w Matematyce (w skrócie PTKM). 2 kwietnia 2016 w Rzeszowie zorganizowany został Zjazd Założycielski PTKM, w którym udział wzięło 25 osób. PTKM zostało formalnie zarejestrowane 5 lipca 2016.

### Prezesi PTM
Funkcję prezesa PTM pełnili kolejno:
Stanisław Zaremba (1919–1921, 1936–1937), Wiktor Staniewicz (1921–1923), Samuel Dickstein (1923–1926), Zdzisław Krygowski (1926–1928), Wacław Sierpiński (1928–1930), Kazimierz Bartel (1930–1932), Stefan Mazurkiewicz (1932–1936, 1937–1939), Stefan Banach (1939–1945), Karol Borsuk (1946), Kazimierz Kuratowski (1946–1953), Stefan Straszewicz (1953–1957), Edward Marczewski (1957–1959), Tadeusz Ważewski (1959–1961), Władysław Ślebodziński (1961–1963), Franciszek Leja (1963–1965), Roman Sikorski (1965–1977), Władysław Orlicz (1977–1979), Jacek Szarski (1979–1981), Zbigniew Ciesielski (1981–1983), Wiesław Żelazko (1983–1985), Stanisław Balcerzyk (1985–1987), Andrzej Pelczar (1987–1991), Julian Musielak (1991–1993), Kazimierz Goebel (1993–1999), Bolesław Szafirski (1999–2003), Zbigniew Palka (2003–2005), Stefan Jackowski (2005–2013), Wacław Marzantowicz (2014–2019), Jacek Miękisz (od 2020).

### Członkowie PTM
Członkowie PTM dzielą się na indywidualnych, wspierających i honorowych.

## Wydawnictwa PTM
Roczniki „Annales de la Societe Polonaise de Mathematique” były wydawane do 1952 (ukazało się 25 tomów). Publikację tego wydawnictwa przejął Instytut Matematyczny PAN i jest ono kontynuowane jako Annales Polonici Mathematici. W 1955 PTM podjął wydawanie nowych publikacji i dzisiaj (2021) Towarzystwo wydaje 6 czasopism określanych wspólnym mianem Roczniki Polskiego Towarzystwa Matematycznego (serie 1 – 6), którymi są:
- Commentationes Mathematicae (Prace Matematyczne)
- Wiadomości Matematyczne – Roczniki Polskiego Towarzystwa Matematycznego Seria II
- Mathematica Applicanda – Roczniki Polskiego Towarzystwa Matematycznego Seria III (od 1973, pierwotnie jako Matematyka Stosowana)
- Fundamenta Informaticae – Roczniki Polskiego Towarzystwa Matematycznego Seria IV
- Didactica Mathematicae – Roczniki Polskiego Towarzystwa Matematycznego Seria V
- Antiquitates Mathematicae – Roczniki Polskiego Towarzystwa Matematycznego Seria VI.

Ponadto razem z Polskim Towarzystwem Fizycznym, Polskim Towarzystwem Astronomicznym i Polskim Towarzystwem Informatycznym, Polskie Towarzystwo Matematyczne współpracuje z Instytutem Matematyki Uniwersytetu Warszawskiego w wydawaniu miesięcznika popularnonaukowego „Delta”. Od 2018 serie I, III, V i VI są odstępne na portalu Biblioteki Wirtualnej Nauki.

## Nagrody PTM
Polskie Towarzystwo Matematyczne przyznaje szereg nagród i wyróżnień za działalność matematyczną:

### Nagrody główne PTM
- Nagroda im. Stefana Banacha[14] za osiągnięcia w dziedzinie badań matematycznych

- Nagroda im. Samuela Dicksteina za osiągnięcia w dziedzinie edukacji matematycznej, popularyzacji i historii matematyki;
- Nagroda im. Hugona Steinhausa za osiągnięcia w dziedzinie zastosowań matematyki;
- Nagroda dla młodych matematyków (nie starszych niż 28 lat) za osiągnięcia badawcze.

### Nagrody studenckie PTM
- Nagroda w Konkursie im. Józefa Marcinkiewicza na najlepszą pracę studencką z dowolnej dziedziny matematyki
- Nagroda w Konkursie na najlepszą pracę studencką z teorii prawdopodobieństwa i zastosowań matematyki
- Nagroda w Konkursie im. Anny Zofii Krygowskiej na najlepszą pracę studencką z dydaktyki matematyki
- Nagroda w Konkursie im. Witolda Wilkosza na najlepszą pracę studencką popularyzującą matematykę

### We współpracy z innymi organizacjami i instytucjami PTM przyznaje nagrody i organizuje konkursy
- Nagroda za wybitną rozprawę doktorską z dziedziny nauk matematycznych „The International Stefan Banach Prize for a Doctoral Dissertation in the Mathematical Sciences” (do 2017 wspólnie z Ericpol Sp. z o.o., po 2021 firma PWC + Konsorcjum Międzyuczelniane)
- Konkurs im. Wacława Sierpińskiego (wspólnie z Wydziałem Matematyki, Informatyki i Mechaniki Uniwersytetu Warszawskiego)
- Konkurs im. Władysława Orlicza (wspólnie z Wydziałem Matematyki i Informatyki Uniwersytetu im. Adama Mickiewicza w Poznaniu)
- Konkurs im. Kazimierza Kuratowskiego (wspólnie z Instytutem Matematycznym Polskiej Akademii Nauk)
- Konkurs Uczniowskich Prac z Matematyki (wspólnie z Wydziałem Matematyki, Informatyki i Mechaniki Uniwersytetu Warszawskiego oraz Redakcją miesięcznika Delta)

### Nagrody przyznawane w przeszłości przez PTM[15][13]
- Nagroda im. Stefana Mazurkiewicza za osiągnięcia w dziedzinie badań matematycznych
- Nagroda im. Stanisława Zaremby za osiągnięcia w dziedzinie badań matematycznych

## Status organizacji pożytku publicznego
W 2007 Polskie Towarzystwo Matematyczne uzyskało status organizacji pożytku publicznego.